# Kìm bấm chết

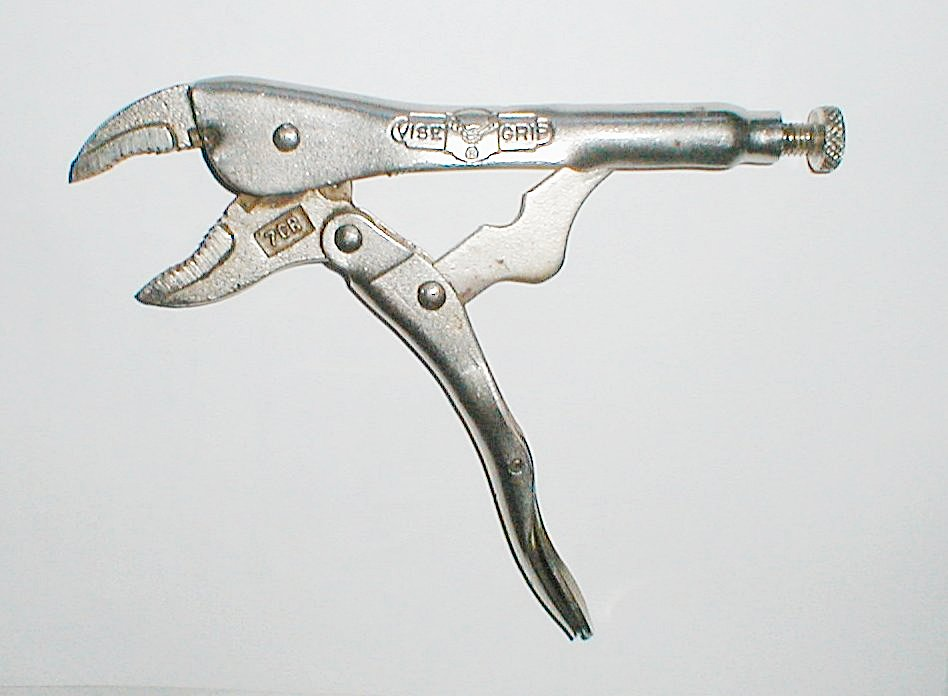
Kìm bấm chết

Kìm bấm chết là loại kìm có thể được khoá vào vị trí bằng cách sử dụng khoá lẫy.

## Lịch sử

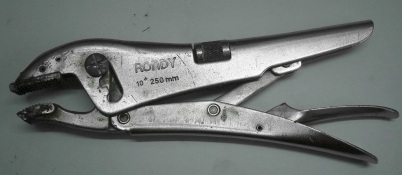
Kìm bấm chết hiện đại có thêm một đòn bẩy (ở cánh tay dưới, bên phải) để giúp tháo khỏi vị trí khóa

Kìm bấm chết đầu tiên, được đặt tên là Vise-Grips, được phát minh bởi William S. Petersen ở De Witt, Nebraska vào năm 1924.
Năm 1955, "Mole wrenches" được phát triển bởi Thomas Coughtrie (1917–2008), lúc đó là giám đốc điều hành của MK Mole and Son. Các cờ lê được sản xuất ở Newport, Wales, ngay gần M4, gần Đường hầm Brynglas; đi về phía tây trên xa lộ, biển hiệu Mole có thể nhìn thấy ngay trước khi vào đường hầm.

## Cơ chế
Cơ chế chính của kìm bấm chết là khoá lẫy. Khi bấm kìm trên một vật thể, cơ cấu sẽ đi qua điểm kẹp chặt nhất và khi các tay cầm được bóp thêm, hai hàm sẽ nhả ra một chút. Tính linh hoạt vốn có của kìm duy trì một lực ép bằng lò xo lên hai hàm tới khi hai tay cầm được kéo ra để giải phóng lực kẹp. Do đó kìm sẽ được kẹp chặt vào vật thể một cách an toàn mà không cần liên tục bóp lên hai tay cầm.
Một bên tay cầm của kìm bấm chết có một vít được sử dụng để điều chỉnh khoảng cách của các hàm, bên còn lại của tay cầm (đặc biệt là trong các kìm cỡ lớn hơn) thường có một đòn bẩy để đẩy hai bên của tay cầm ra xa nhau để mở khóa kìm. "Mole" và "Vise-Grip" là tên thương mại của các thương hiệu kìm bấm chết khác nhau, nhưng thợ cơ khí và những người có sở thích tự làm và thợ thủ công thường gọi kìm bấm chết là "Vise-Grips" ở Mỹ và "Mole Grips" ở Anh. Ở Ireland, công cụ này được biết đến như một "cái kẹp chặt".
Kìm bấm chết có nhiều cấu hình khác nhau như kìm bấm chết mũi nhọn, mỏ lết bấm chết, kẹp bấm chết và nhiều hình dạng khác nhau để cố định các chi tiết kim loại để hàn. Chúng cũng có nhiều kích cỡ.

## Hoạt động

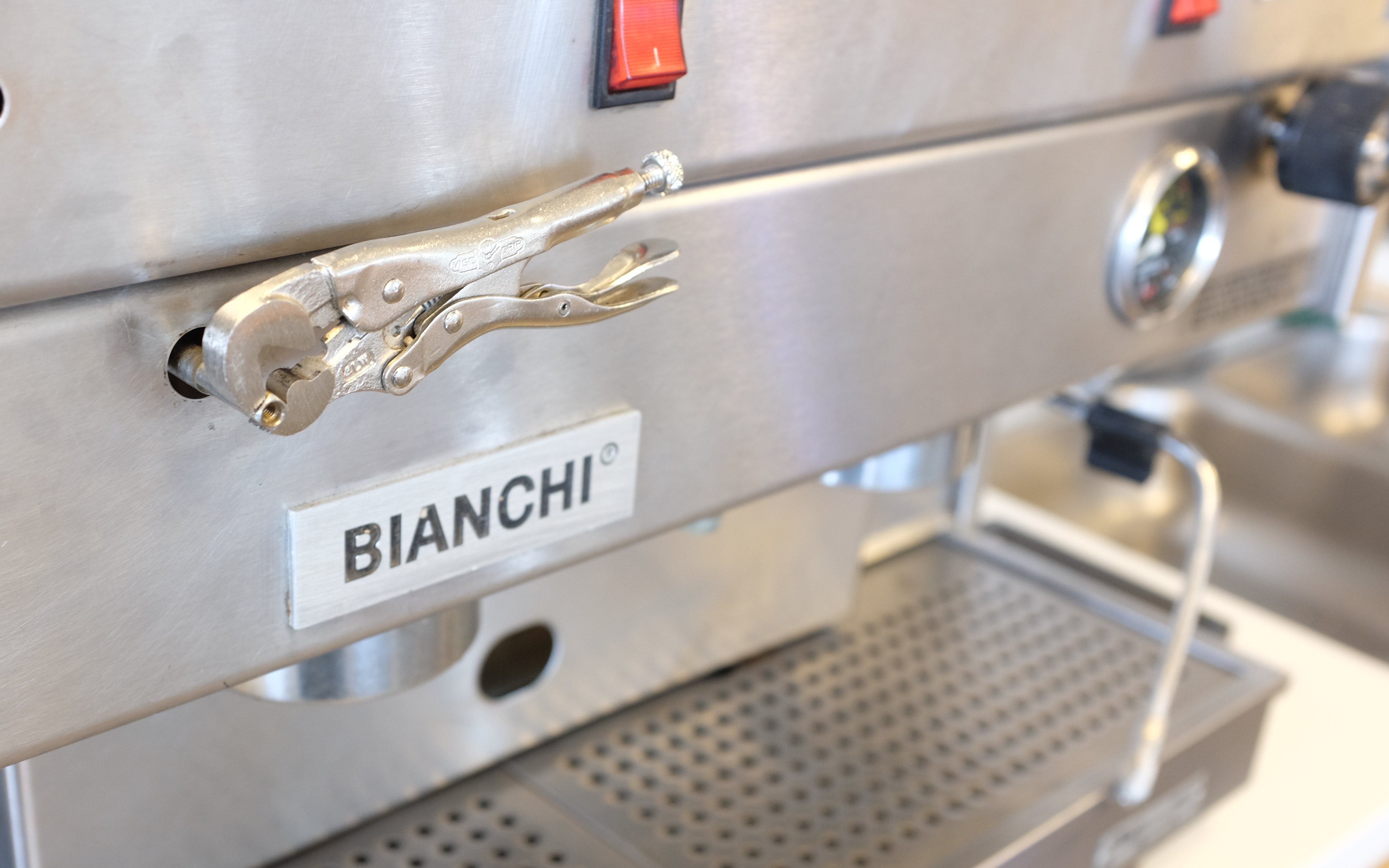
Kìm bấm chết được sử dụng thay một núm vặn trên máy pha cà phê espresso.

Vít được sử dụng để đặt khoảng cách hai hàm nhỏ hơn một chút so với kích thước cần kẹp. Sau đó, hai hàm được đóng vào vật cần được kẹp chặt.
Do tác động của đòn bẩy nên hai hàm chỉ di chuyển ít nhưng chịu lực lớn. Kìm bấm chết có bốn ưu điểm:
- Hành động đòn bẩy của chúng mạnh hơn so với kìm thông thường, vì vậy chúng có thể tác dụng lực nhiều hơn;
- Mặc dù chúng có thể sử dụng nhiều lực hơn, nhưng chúng làm như vậy một cách rất có kiểm soát; điều này là do các hàm sẽ không bao giờ đóng lại quá điểm được thiết lập;
- Điểm đóng và lực tác dụng lên vật thể bị kẹp có thể được kiểm soát một cách tinh vi;
- Khi chúng đã bấm vào, chúng vẫn tự đóng mà không có bất kỳ sự can thiệp nào của người dùng.

Một cách sử dụng điển hình là giữ chặt các bộ phận kim loại để hàn. Kìm bấm chết cũng được dùng để kẹp đai ốc hoặc bu lông đã bị 'làm tròn'; nhổ đinh; giữ ống mà không bóp chúng; hoặc dùng như cần điều khiển hoặc nút bấm tạm thời trên thiết bị và máy móc.